# My Reflection
My Reflection là DVD thứ hai trong sự nghiệp âm nhạc của Christina Aguilera. DVD được thực hiện tại nhiều nhà hát của Mỹ bởi hai đạo diễn Lawrence Jordan và Paul Hunter qua tổng hợp từ nhiều show diễn ở Bắc Mỹ trong tour diễn vòng quanh Bắc Mỹ Christina Aguilera: In Concert của Aguilera.
DVD được RIAA chứng nhận đĩa vàng and platinum in Australia.

## Danh sách bài hát
1. Reflection
2. Genie in a Bottle
3. Come on over Baby (All I Want Is You)
4. What a Girl Wants
5. So Emotional (hát chung với Bow Wow)
6. I Turn To You
7. At Last
8. Contigo En La Distancia
9. Climb Every Mountain
10. Falsas Esperanzas
11. Alright Now
12. Merry Christmas, Baby (hát chung với Dr. John)
13. Have Yourself A Merry Little Christmas (hát chung với Brian McKnight)
14. Christmas Time (hát chung với Bow Wow)

## Các tiết mục đặc biệt
1. Genio Atrapado
2. Por Siempre Tu
3. Ven Conmigo
4. The Christmas Song